# Албешти (Муреш)
Албешти (рум. Albeşti) насеље је у Румунији у округу Муреш у општини Албешти. Oпштина се налази на надморској висини од 367 m.

## Историја
Према државном шематизму православног клира Угарске 1846. године у месту "Фејерегихаза" (или Ферихаз) живело је 140 породица, са придодатим филијалним 53 из Сарпатака и шест из Волкана. Православни пароси су били тада поп Патрицијус Молнар и поп Јован Јовановић.

## Становништво
Према подацима из 2002. године у насељу је живело 5466 становника.

### Попис2002.
| Расподела становништва по националности 2002.‍ | Расподела становништва по националности 2002.‍ | Расподела становништва по националности 2002.‍ | Расподела становништва по националности 2002.‍ | Расподела становништва по националности 2002.‍ |
| --------------------------------------------- | --------------------------------------------- | --------------------------------------------- | --------------------------------------------- | --------------------------------------------- |
|                                               |                                               |                                               |                                               |                                               |
| Румуни                                        | Румуни                                        |                                               | 3.558                                         | 65,1%                                         |
| Мађари                                        | Мађари                                        |                                               | 1.174                                         | 21,5%                                         |
| Роми                                          | Роми                                          |                                               | 712                                           | 13,0%                                         |
| Украјинци                                     | Украјинци                                     |                                               | 4                                             | 0,1%                                          |
| Немци                                         | Немци                                         |                                               | 11                                            | 0,2%                                          |
| Руси                                          | Руси                                          |                                               | 4                                             | 0,1%                                          |

### Хронологија
| Година       | 1992 | 1993 | 1994 | 1995 | 1996 | 1997 | 1998 | 1999 | 2000 | 2001 | 2002 | 2003 | 2004 | 2005 | 2006 | 2007 | 2008 | 2009 | 2010 | 2011 | 2012 | 2013 | 2014 | 2015 | 2016 | 2017 |
| ------------ | ---- | ---- | ---- | ---- | ---- | ---- | ---- | ---- | ---- | ---- | ---- | ---- | ---- | ---- | ---- | ---- | ---- | ---- | ---- | ---- | ---- | ---- | ---- | ---- | ---- | ---- |
| Становништво | 5393 | 5299 | 5273 | 5253 | 5210 | 5202 | 5213 | 5170 | 5165 | 5187 | 5201 | 5252 | 5308 | 5374 | 5439 | 5522 | 5607 | 5695 | 5767 | 5846 | 5888 | 5946 | 6032 | 6070 | 6155 | 6192 |